# Герб Южной Австралии
Герб Южной Австралии является официальным символом штата Южная Австралия.

## История

Бывший герб Южной Австралии в 1936—1984 годах

Современный герб Южной Австралии был дарован королевой Елизаветой II 19 апреля 1984 года. Он заменил герб, дарованный штату в 1936 году королем Эдуардом VIII.

## Описание
На щите расположено изображение вороны-свистуна (называемой в Австралии англ. piping shrike, дословно «пронзительный крик») в золотом диске (официально считается, что диск изображает восходящее солнце) на синем фоне. Ворона-свистун является неофициальной птицей-эмблемой Южной Австралии, а также изображена на знаке (бейдже) штата. Нашлемник — свайнсона прекрасная (называемая в Австралии «пустынный горох Стерта»), цветочная эмблема Южной Австралии, расположенная сверху бурелета, изображённого в цветах штата: жёлтом, красном и синем. У герба в настоящее время нет щитодержателей, но в проекте 1984 года щитодержателями были коала и вомбат. Постамент представляет собой луг с символами сельского хозяйства (различные растения и плоды) и промышленности (разбросанные на траве инструменты горной добычи), который опоясывает лента с девизом «Южная Австралия» на английском языке.
Герб штата предназначен только для официального использования правительством Южной Австралии. В соответствии с Законом 1916 года никто не может печатать, публиковать или изготавливать символ без разрешения правительства штата.